# José Rico Pérez Stadion
A José Rico Pérez Stadion (spanyolul: Estadio José Rico Pérez) egy labdarúgóstadion Alicantéban, Spanyolországban. A stadion a város labdarúgócsapatának a Hérculesnek az otthona 1974 óta. A befogadóképessége 30 000 fő számára biztosított. 1974-ben nyitották meg és egyike volt az 1982-es labdarúgó-világbajnokság helyszíneinek, amely két csoportmérkőzésnek és a bronzmérkőzésnek adott otthont.
A stadiont a Hércules korábbi tulajdonosa José Rico Pérez (1918–2010) után kapta a nevét.

## Események

### 1982-es labdarúgó-világbajnokság
| Dátum            | Pályaválasztó | Eredmény | Vendég        | Forduló               | Nézőszám |
| ---------------- | ------------- | -------- | ------------- | --------------------- | -------- |
| 1982. június 18. | Argentína     | 4 – 1    | Magyarország  | 3. csoport (első kör) | 25 000   |
| 1982. június 23. | Argentína     | 1 – 1    | Salvador      | 3. csoport (első kör) | 15 000   |
| 1982. július 10. | Lengyelország | 3 – 2    | Franciaország | Bronzmérkőzés         | 25 000   |